# Ottelia ovalifolia
Ottelia ovalifolia är en dybladsväxtart som först beskrevs av Robert Brown, och fick sitt nu gällande namn av Louis Claude Marie Richard. Ottelia ovalifolia ingår i släktet Ottelia och familjen dybladsväxter.

## Underarter
Arten delas in i följande underarter:
- O. o. chrysobasis
- O. o. ovalifolia